# 222

## Родени
- Ду Юй, китайски военноначалник

## Починали
- Клавдий Елиан, римски софист
- Публий Валерий Комазон, римски сенатор
- Тит Месий Екстрикат, римски сенатор
- Хиерокъл, любовник на римския император Елагабал
- 11 март – Елагабал, римски император
- 11 март – Юлия Соемия, майка на римския император Елагабал
- 11 октомври – Каликст I, римски папа